# Charles Huot

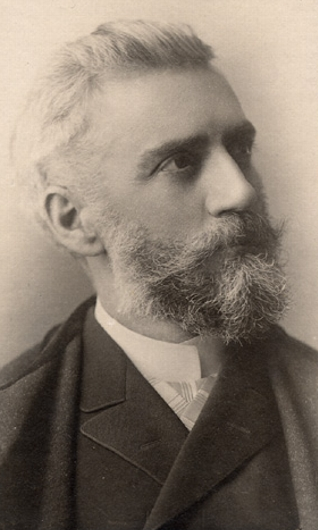
Charles Huot (um 1900)

Charles-Édouard Huot (* 26. März oder 6. April 1855 in Québec; † 27. oder 30. Januar 1930 in Sillery) war ein kanadischer Maler und Illustrator.

## Leben und Wirken
Huot war ein Sohn des Geschäftsmanns Charles Huot und dessen Ehefrau Aurélie Drolet.
Er besuchte das Collège de Sainte-Anne-de-la Pocatière in Laval und erfuhr dort auch seinen ersten künstlerischen Unterricht. Mit Unterstützung seiner Lehrer ging Huot 1874 nach Paris und wurde an der École des Beaux-Arts (EBA) Schüler von Alexandre Cabanel.
Er fand schon bald zu einem eigenen Stil und bereits als Schüler konnte er an einigen wichtigen Ausstellungen teilnehmen. Seinen wirtschaftlichen Durchbruch erlebte er 1878, als Präsident Patrice de Mac-Mahon sein Ölgemälde Le bon Samaritain für den Staat ankaufen ließ.
In Belitz, Mecklenburg-Vorpommern heiratete Huot am 15. August 1885 Wilhelmine Luise Schlaechter (1849–1907) und hatte mit ihr die Tochter Alice (1887–1966). Bald nach der Eheschließung gab Huot seine Wohnung  nebst Atelier auf und ging zusammen mit seiner Ehefrau nach Kanada zurück.
Sein erster großer Auftrag dort war 1887 die Ausgestaltung der Kirche St.-Saveur de Québec. Bald folgte der Auftrag, für das Parlament  zwei Werke zu schaffen.
Charles Huot starb zwischen dem 27. und 30. Januar 1930 in seinem Haus in Sillery und fand auf dem Saint Michel de Sillery Cemetery seine letzte Ruhestätte.

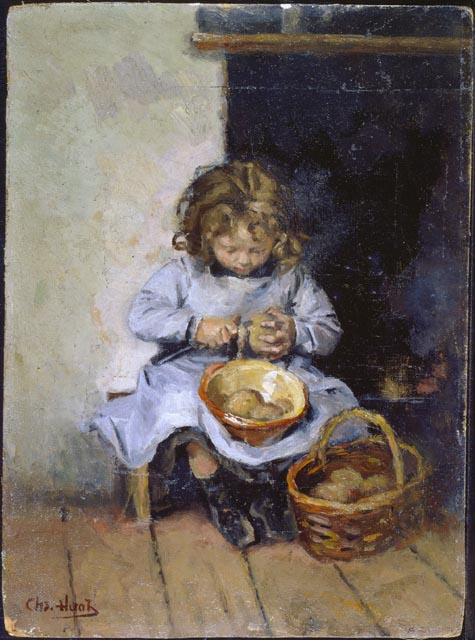
L'éplucheuse de patate

## Werke (Auswahl)
Ölgemälde
- Le bon samaritain.
- Le Laurier.
- Labour d'autonome.
- L'éplucheuse de patate.
- Le sanctus à la maison.

Illustrationen
- Ulic Barthe: Similia Similibus ou la guerre au Canada. Essai romantique sur un sujet d'actualité. Verlag des „Telegraph“, Québec 1916.
- Victor Hugo: L'art d'être grand-père. Lévy, Paris 1879.
- Gustave Le Bon: Die mittelalterliche Welt der Araber („La civilisation des Arabes“). Herbig, München 1974.
- Pamphile Le May: Contes vrais. Québec 1900.